# Suwannee
Le fleuve Suwannee (anglais : Suwannee River ou Suwanee River) est un fleuve du sud-est des États-Unis long de 426 kilomètres qui se jette dans le golfe du Mexique.
C'est lui qui est appelé « Swanee River » dans la célèbre chanson traditionnelle américaine Old Folks at Home.

## Parcours
Le fleuve débute dans le marais d'Okefenokee dans le comté de Clinch, Géorgie puis se dirige vers le sud-ouest vers la Floride où il forme une grande courbe orientée d'abord vers l'ouest puis vers le sud et enfin vers le sud-est. Il reçoit alors les eaux des rivières Alapaha et Withlacoochee qui drainent la majeure partie du sud de la Géorgie. Il continue ensuite vers le sud-ouest, reçoit les eaux de la rivière Santa Fe pour se jeter finalement dans le golfe du Mexique au milieu d'une côte marécageuse.

## Principaux affluents
- Alapaha
- Withlacoochee
- Santa Fe